# Provaznická (Praha)
Provaznická ulice na Starém Městě v Praze spojuje ulice Na Můstku a Havířská. Je rovnoběžná s ulicemi Rytířská (severozápadně) a Na Příkopě (jihovýchodně) a vznikla jako jejich zadní trakty. Na začátku ulice je vstup do stanice metra Můstek.

## Historie a názvy
Ulice vznikla už v první polovině 14. století, ale první písemná zmínka, která ji nazývá "Platea funificum" ("Provaznická"), je až z roku 1434. Vlastní cech měli v Praze provazníci od roku 1410 a pracovali v místě ulice. Pro nedaleký bahnitý příkop, který dal název ulici Na příkopě, se v 16. a 17. století ulice nazývala "V Žabovřeskách".

## Budovy, firmy a instituce
- Dům U Železného mostku - Provaznická 1, Na Můstku 7[2]
- Vídeňská bankovní jednota - Provaznická 4, Na příkopě 3 a 5[3]
- Wimmerův palác - Provaznická 5 - zadní strana barokního paláce postaveného koncem 18. století[4]
- Dům U Zlatého okouna - Provaznická 9[5]
- Dům U Čížků - Provaznická 12, Havířská 6[6]